# 貓邏
貓邏（Mao Luo / มาวหลัว），本名徐婉茹。為嘉義縣人，女性。

為台灣的輕小說作家，其作品主要在銘顯文化（後改名為飛燕文創）、天使出版、東立出版、三日月書版等發行。

暢銷作有《混亂學園》、《零度領域》、《黃泉之狩》、《異族特赦》、《上仙！》系列、《蜂舞》等。

喜愛輕鬆有趣的故事風格，喜歡混搭各種創作元素。喜歡奇幻、喜歡魔法、喜歡天馬行空的幻想。

## 筆名由來
作者在想筆名時，意外在網路上看到貓羅溪這個地方，當下腦中一道靈光閃過覺得「貓羅」這兩個字唸起來感覺很不錯。
接著，她又想到曾經看過的一句話──「貓的思考邏輯是跳躍式」。
又，作者覺得既然是寫小說，思考邏輯方面當然要很奇特。
於是便將「羅」字改成邏輯的「邏」，希望自己的筆下成果都能夠擁有很好的思考邏輯。
（※但常被念成貓暹，或者邏貓）

## 實體出版作品
| 作品名稱                      | 己出版集數                                     | 出版者                                                  | 備註 |
| ----------------------------- | ---------------------------------------------- | ------------------------------------------------------- | --- |
| 《混亂學園》                  | 1-15完（另有於2016年出版10周年番外）           | 銘顯文化                                                | 商業出道作，已絕版。奇幻類。有授權給中國的汕頭大學出版社出版，書名為《无限学园祭》，不過內容是有被「和諧」過的版本 |
| 《遙想》                      | 全1集                                          | 貓邏                                                    | 自費出版，已絕版。為《混亂學園》同人番外本 |
| 《零度領域》                  | 1-20完（另有出版畫冊）                         | 銘顯文化                                                | 題材為全息網路遊戲。已絕版。畫冊名為《零度領域ZERO SPACE－公式畫集－》，封面繪者為小鐵（即第16～20集的拉頁繪者） |
| 《混亂學園》完全版            | 1-16完（另有出版畫冊）                         | 銘顯文化                                                | 為口袋書，每集後有角色的獨白番外，且後期劇情與原版有重大差異，已絕版。前4集繪者為SERAPH，第5集開始為QR。畫冊名為《混亂學園畢業紀念完全公式畫集》，繪師有QR、REI及SERAH，收錄所有舊圖和新圖，且有番外篇、番外漫畫以及作家和畫家的專訪文 |
| 《獅子與蛋糕》                | 全1集                                          | 社團貓‧月                                               | 與繪師QR合作的刊物，為清純系BL小說 |
| 《Dream Of Fantasy 帝葉之章》 | 全1集                                          | 社團貓‧月                                               | 與繪師QR合作的刊物，為QR所作遊戲《Dream of Fantasy》相關的短篇小說本，內含24頁漫畫 |
| 《黃泉之狩》                  | 1-8完                                          | 銘顯文化                                                | 妖異類，發生在「表世界」（與「裡世界」相對）的故事。有授權給泰國的出版社出版，書名為《นักล่าแห่งรัตติกาล ตอน อีกฟากฝั่งของโชคชะตา》 |
| 《異族特赦》                  | 1-5完（另有1本番外）                           | 天使出版                                                | 妖異類，發生在「裡世界」（與「表世界」相對）的故事。正文有授權給泰國的出版社出版，書名為《หน่วยพิฆาต คนเหนือมนุษย์》 |
| 《黃泉之狩》第二部            | 1-8完                                          | 銘顯文化                                                | 副書名為 ～光與闇～ |
| 《風色幻想XX：晴空的約定》    | 1-2未完且停止出版                              | 銘顯文化                                                | 冒險類，原因出版社排程而延後出版，後因出版社變動而取消出版計畫 |
| 《零度領域前傳：狙擊手篇》    | 全1集                                          | 銘顯文化                                                | 以主角們跳槽玩「零度領域」前所玩的遊戲「狙擊手」為背景的故事 |
| 《原石少女》                  | 全1集                                          | 未來書城                                                | 奇幻類，向經典致意，取材自西洋奇幻小說始祖喬治．麥克唐納所著的《輕輕公主》（The Light Princess） |
| 《零度領域》新裝版            | 1-10完（另有改編成漫畫）                       | 銘顯文化                                                | 於2012年2月推出。內容以舊版為基礎潤飾，著重修正感情線，並有新增番外篇。另有與暮辰、白日幻夢、東邦共同以鬼月為主題出版的番外合輯《鬼月特輯：瘋狂的鬼怪祭典》（在CWT31銘顯文化攤位首販，為官方出版）。漫畫版於東立出版社的月刊《龍少年》上已連載完畢（全84話，單行本1-14完），漫畫家為D2                                                    |
| 《逍遙上仙》                  | 1-9完（另有2本外傳、1本BL同人漫畫本及1本畫冊） | 在布拉格文化出版1集《逍遙上仙》後，改至銘顯文化重新出版 | 修真類。在改至銘顯文化出版後，稱為《上仙》系列，每集書名皆不相同。書名舉例：《這不是XXX！上仙！》。外傳2本名為《那些人的那些事》及《這是隱藏劇本嗎？》，畫冊名為《嘿！這真的是完全收錄嗎？上仙！～古御神選錄～》。BL同人漫畫則是與繪師沼澤合作，名為《上仙：這本同人本沒問題嗎？》，在CWT39限量販售，CP為塵巳和煬驥，屬於官方出版的同人本 |
| 《速速來迎》                  | 全1集                                          | 螞蟻創作工作室                                          | 都市玄幻類。實體書尚可於「月見草」購買 |
| 《白魔神與黑魔神》            | 全1集                                          | 社團貓‧月                                               | 與繪師QR合作的刊物，為QR所作遊戲《時間之沙》相關短文 |
| 《蜂舞》                      | 1-12完（另有出版畫冊）                         | 銘顯文化→飛燕文創                                       | 題材為全息網路遊戲。遊戲名為「異域」，風靡時間比《零度領域》中「零度領域」晚。從第8集開始繪師改為阿蟬。第9集開始由接手銘顯文化的飛燕文創出版。畫冊名為《蜂舞-Dance of bee- Genesis 公式紀錄畫集》，附有別冊番外〈傳承者的考驗〉 |
| 《全能後勤》                  | 1-2完                                          | 東立出版社                                              | 東立幻小說系列、星際科幻類 |
| 《異世的普拉瑪》              | 1-5完                                          | 三日月書版                                              | 輕鬆向奇幻小說，可暱稱為《莎夏》 |
| 《網遊也可以這麼仙》          | 1-5完                                          | 東立出版社                                              | 東立幻小說系列、半網路遊戲類。要特別注意的是「01起源」其實是前傳而非正文第一集，並可視其為類似番外合集的性質。因此，其實「02於壹」才是正文第一集（往後集數依此類推），所以若先看02再看01比較能理解故事脈絡 |
| 《末世風華》                  | 1-5完                                          | 飛燕文創                                                | 奇想類，題材為末世 |
| 《天選者》                    | 1-5完                                          | 平裝本（皇冠文化子公司）                                | 奇幻小說、非BL作品 |
| 《異世界的美味征途》          | 1-2完                                          | 東立出版社                                              | 東立幻小說系列、幻想美食類。非BL作品 |
| 《龍套少女要修仙！》          | 1-4完                                          | 飛燕文創                                                | 修真類。部落格連載時書名為《逆襲劇情吧！龍套少女！》 |
| 《與星火相伴的微光》          | 1-2完                                          | 東立出版社                                              | 耽美向、奇幻類。原名《我的世界我的崽》 |
| 《陰差實習生》                | 全1集                                          | 釀出版                                                  | 冒險、靈異類。非恐怖小說。有授權給泰國的出版社出版，書名為《เด็กฝึกงานจากนรก》 |
| 《待到月盞花綻放那天》        | 1-3完                                          | 東立出版社                                              | 耽美向。原名《異世神植師》。 |
| 《世界之外，有妳存在》        | 全1集                                          | 台灣角川                                                | 與凝微合著 |
| 《養成守護靈》                | 1-3完                                          | 平裝本（皇冠文化子公司）                                | 日常向 |
| 《勇者小鎮的打工日常》        | （上）-（下）完                                | 台灣角川                                                | 奇幻類。原在kadokado上連載，後將第一部《勇者小鎮的打工日常》和第二部《勇者新星選拔營》出版成《勇者小鎮的打工日常》（上）、（下）兩集 |
| 《陰陽巡界人》                | 全1集                                          | 台灣角川                                                | 都市靈異類 |
| 《穿進戀愛遊戲當神官》        | 1集未完                                        | 時報出版                                                | |
| 《陰差與巡界人》              | ？                                             | 台灣角川                                                | 都市靈異類，為《陰陽巡界人》續集，主角團為《陰差實習生》和《陰陽巡界人》的主角 |

## 合作過的畫家
- QR
- 草莓飯團
- REI
- CHuN
- 嵐月
- SIBYL
- 山鬼
- 小鐵
- 庫樂可
- 小主
- JIA
- D2
- Izumi
- J.U.
- 沙夜
- 阿蟬
- 謖
- 尤石馬
- Welkin
- 高橋麵包
- ooi choon liang
- king
- 白露
- 喵四郎
- ALOKI

## 外部連結
- 貓步慢行（部落格） （页面存档备份，存于）
- 貓邏的噗浪 （页面存档备份，存于）
- 貓邏的幻想國（FB粉絲團）
- 貓邏的twitter
- 貓邏的新浪微薄

- 貓邏的POPO （页面存档备份，存于）
- 貓邏的鏡文學
- 《魔神與王子》 （页面存档备份，存于）
- 貓邏的kadokado （页面存档备份，存于）

1. ↑  https://cats1016.pixnet.net/blog/post/30390375?m=on/// （作者本人說明）
2. ↑  https://cats1016.pixnet.net/blog/post/20312498 （页面存档备份，存于） （作者本人說明）
3. ↑  https://cats1016.pixnet.net/blog/post/31798931-%e3%80%8a%e7%b6%b2%e9%81%8a%e4%b9%9f%e5%8f%af%e4%bb%a5%e9%80%99%e9%ba%bc%e4%bb%99%ef%bc%81%e8%b5%b7%e6%ba%90%e3%80%8b%e4%bb%8a%e5%a4%a9%e4%b8%8a%e5%b8%82%e5%95%a6%ef%bc%81 （页面存档备份，存于） （作者本人說明）